# Liste der Monuments historiques in Gondrecourt-Aix
Die Liste der Monuments historiques in Gondrecourt-Aix führt die Monuments historiques in der französischen Gemeinde Gondrecourt-Aix auf.

## Liste der Objekte
| Bezeichnung                 | Beschreibung                                                                                          | Standort                                       | Kennzeichnung | Schutzstatus | Datum | Bild |
| --------------------------- | --- | ---------------------------------------------- | ------------- | ------------ | ----- | ---- |
| Notre-Dame de l’Othain      | Skulptur einer Madonna mit Kind; Kalkstein, farbig gefasst und vergoldet, Anfang des 17. Jahrhunderts | Gondrecourt, in der Kirche St-Sébastien (Lage) | PM54001560    | Inscrit      | 1996  |      |
| Skulptur Heiliger Sebastian | Stein, farbig gefasst und vergoldet, um 1500                                                          | Gondrecourt, in der Kirche St-Sébastien (Lage) | PM54000279    | Classé       | 1982  |      |